# 薄型テレビ

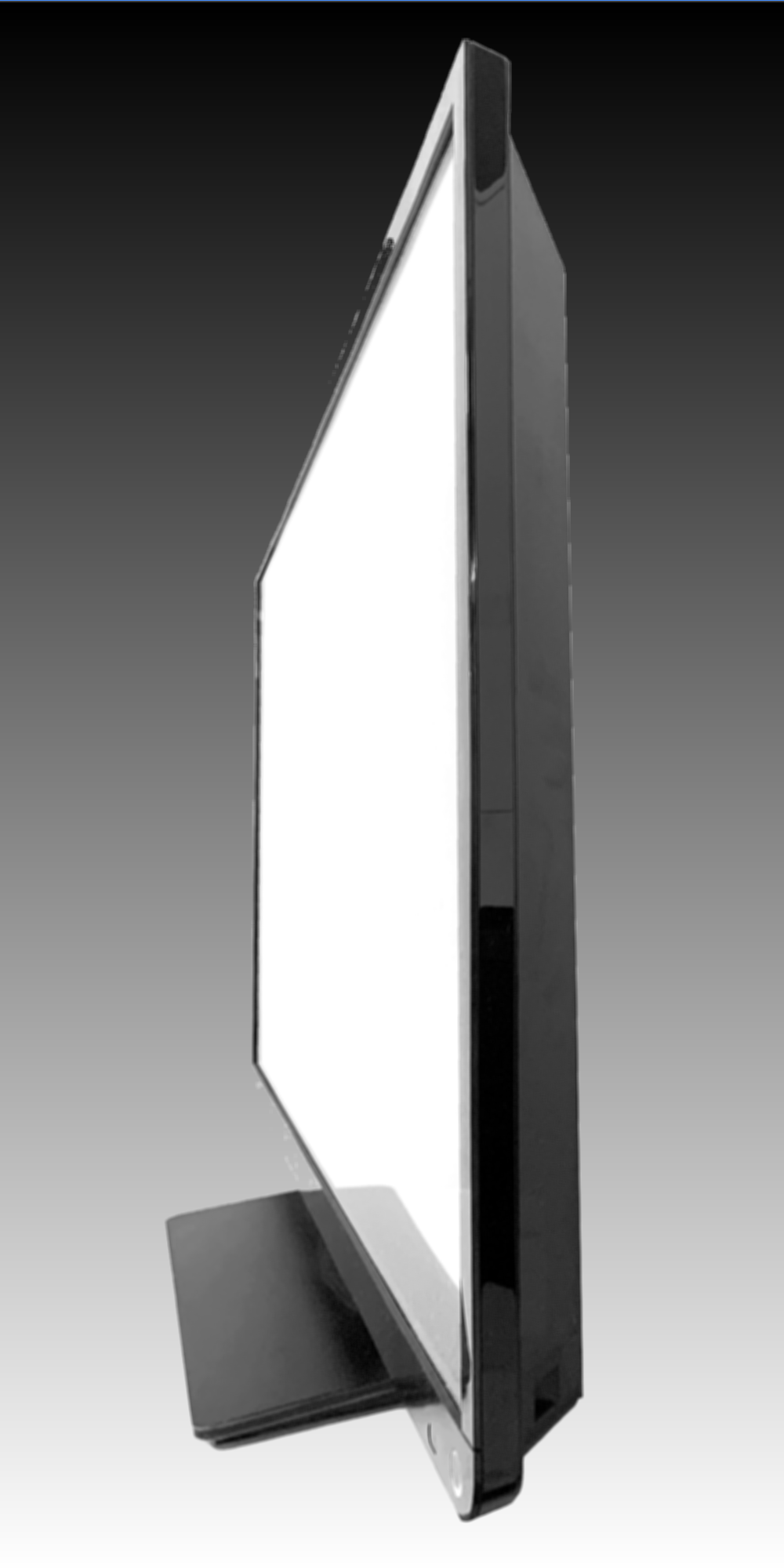
フラットパネル・ディスプレイ・テレビの例

薄型テレビ（うすがたテレビ、Flat Panel TV）とは、テレビ受像機のうち、表示画面にフラットパネル・ディスプレイを使ったテレビの総称のことである。
フラットパネルを利用したテレビの黎明期である2000年頃から2010年頃にかけて盛んに用いられたが、ブラウン管やリアプロジェクション方式が衰退し、フラットパネルの使用が一般化したことで、用語としては次第に用いられなくなった。同様に用いられなくなった用語にカラーテレビ、デジタルテレビなどがある。

## 概略
薄型のものが現れる以前のテレビはほとんどがブラウン管式だったが、ブラウン管で大きな画面のテレビを作ると奥行きと共に質量も非常に大きくなり、37インチ程度が実用上限界であった。当初はそれほど大きな画面が製造できなかった「薄型テレビ」も、薄く軽いといった生来の長所を活かして大画面化向きとなり、テレビメーカー各社がさらなる画面サイズの拡大・低価格化に取り組んだ結果、ブラウン管式テレビと置き換えられるだけの性能と価格を備えるものが作られるようになった。
日本では、2003年からの地上デジタル放送の開始によるテレビの買い替えに合わせて、一般家庭、事業所、公共施設、各種交通車両（機材）などで普及が進んでいる。薄型テレビとデジタルカメラ、DVDレコーダーとを合わせて「デジタル家電」、「デジタル三種の神器」と呼ばれたこともあった。
日本国内では2000年代の薄型テレビの主流は「液晶テレビ」と「プラズマテレビ」であった。これらは表示原理が全く異なり、液晶テレビは数インチの小画面から最大108インチほどの大画面までであり、プラズマテレビは32から150インチの大画面のものだけが製品となっていた。初期にはプラズマテレビには液晶より優れている点があったものの、液晶の低価格化・技術向上・大画面化に伴いプラズマテレビの衰退が進み、2014年までに全メーカーが撤退した。プラズマテレビと入れ替わるように有機ELテレビが登場し、2010年代には「液晶テレビ」と「有機ELテレビ」の争いが始まった。
この他アメリカ大陸を中心に、リアプロジェクションテレビのような投影型の大型テレビもある程度人気があり、販売されているが、世界的に見れば少数派である。
登場当初は額縁が大きかった薄型テレビも、年式が進むにつれて額縁が小さくなり画面サイズが大型化。最新モデルは同じインチ数でも画面が小さく感じられるため、買い換え時は「以前より一回り大きな画面サイズの機種へ置き換え」が推奨されている（26V型以下・32V型からは40V型以上へ、37V型・42V型からは50V型または55V型以上へ、50V型からは65V型以上への置き換えをそれぞれ推奨）。
なお薄型テレビを車に積んで運ぶ場合、横に寝かせての運搬はパネル損傷のおそれがあるため禁止されており、「倒れたり落下しないようロープなどで固定したうえで、進行方向と平行になる向きへ縦積みする」よう指示されている（進行方向と直角に積むと、ロープなどで固定していても振動や衝撃でTV受像機が倒れたり落下し、パネルが損傷するおそれがある。また使用中の薄型テレビを転宅などで遠方へ運ぶ場合、パネル損傷防止のため購入時の箱へ梱包する・または毛布や段ボールなどで本体を包み養生する）。また据置薄型テレビの場合、本体を落としてパネルを損傷させたり怪我をしないよう「運搬・設置作業は必ず二人以上で行う」よう指示されている。

### 普及率
総務省の統計では、2007年に薄型テレビの世帯普及率（当該調査では「チューナー内蔵テレビ」がほぼ該当する）が19.3%、2008年には34.2%、2009年には50.4%と増加した。2010年には、地上アナログ放送の停波（2011年7月24日）を見越して75.3%にまで増加した。当初はブラウン管テレビより高い価格であったが徐々に値段が低下し普及が進んだ。
また、2000年代後半 - 2010年代初頭にかけては、一時期テレビチューナー付きパソコンやワンセグ対応携帯電話などの広義のテレビが流行した。
しかし2000年代後半以降は高速回線とスマートフォンの一般普及でインターネットを通じた動画サイトが人気となり、2010年代後半にはNHK受信料問題が注目され、テレビ離れが加速されている。状況については、「テレビ離れ」や「2011年問題 (日本のテレビジョン放送)」の項目も参照。

### 内蔵テレビチューナー
日本国内の多くの製品は地上デジタル/BS/110°CSのデジタル3波チューナーを内蔵している（2011年以前はこれに加えて地上アナログチューナーを搭載）。2005年頃までは、デジタルチューナーはコストが高いため低価格機では地上アナログチューナーのみの場合があった。またデジタル対応テレビでも、低価格帯ではコストダウンのためBS/110°CSチューナーを省略した製品がある。一方で中級から高級機種及び録画機能搭載機種では、デジタル3波チューナーを2系統以上を搭載したものが珍しくない。
2011年のアナログ停波以前は地上アナログチューナーの搭載がほぼ必須だったが、それを省いた製品も2008年から登場してきた。移行期には地上アナログ・デジタルの両方を搭載する製品が多く、その後はアナログチューナーが廃止された。なおBSアナログチューナーは2007年頃までに廃止され、VHF・VU共用の各アンテナも2010年8月限りで生産を終了した。
登場当初は大画面サイズを中心にチューナーユニットが外付けの機種が多く見受けられた（ユニット部とディスプレイ部は専用ケーブルで接続していた）が、2007年までにはほぼ全ての製品がチューナー一体型となっていた。
デジタルチューナーの搭載により、廉価、簡易版の機種を除くほとんどの機種でBMLによるデジタル放送のデータ放送を表示可能である。
4K・8K放送開始後は「4Kまたは8Kチューナーを内蔵した40V型以上の大型モデル」生産へ力点を移しており、国内大手メーカーは「4K非対応従来型据置（32V型以下の小型）モデルのラインナップを大幅縮小し、将来的に在庫品限りで販売終了」としている（パーソナルモデルは無線伝送式「プライベートビエラ」などのみを生産し、今後の据置薄型テレビは4K・8Kチューナー内蔵機種へ一本化予定）。4Kまたは8Kチューナー内蔵モデルは・着脱式の従来型B-CASカードに代わり「ACASチップ」を本体に内蔵しており、デジタル放送視聴時に必須となる「B-CASまたはmini B-CASカード」を紛失・損傷する心配が解消されている。

### 本体内蔵スピーカー
登場初期はこれまでのブラウン管テレビ同様、画面の両サイドにスピーカーが取り付けられた「サイドスピーカー」と画面の下側に取り付けられた「アンダースピーカー」の2通りあり、スピーカータイプも（ウーハー+フルレンジの）2ウェイとフルレンジの2通りあった。
しかし、年式が進むにつれ本体は次第に薄くなってきたため、今日のモデルは「フルレンジのアンダースピーカー」が主流である。同じアンダースピーカーでも、一部上位機にはウーハー+フルレンジの2ウェイタイプを採用している機種もある。スピーカーは従来通り正面に向けて取り付けられる機種に加え、下側に向けて取り付けられる機種も登場している。本体操作ボタン・B-CASカードスロット・ヘッドホン端子も当初は前面にあった機種がほとんどであったが、現在は天面や側面に移設されている。なお、大型（65V型以上）の一部上位機の中には、スピーカーが外付け（本体とは付属スピーカーケーブルで接続）や、別売りとなっている機種（103V型）もある。
薄型テレビの本体内蔵スピーカーはこうした構造上の制約から、サイズや個数（スピーカーユニットの種類）が限られてしまうため、本体内蔵スピーカーのみでは音に物足りなさを感じる場合も少なくなく、より迫力ある音を楽しみたい向きはホームシアターやラックシアターシステムも併せて購入している。
現在のホームシアターシステムは接続が従来機より大幅に簡素化され、HDMIケーブルや光デジタルケーブルを接続するのみで迫力あるサウンドが楽しめる。さらに2010年からは新規格の「オーディオリターンチャンネル（ARC）」が登場、従来の光デジタルケーブル接続が不要となり、HDMIケーブルを1本接続するのみで迫力あるサウンドが楽しめるようになった。この接続方法は、2010年以降製造の機種同士を組み合わせた場合に限られ、2009年以前製造の機種と組み合わせる場合は、従来通り、光デジタルケーブル接続も必要である。薄型テレビでも普及価格帯の中には光デジタル出力端子が非搭載で、HDMI端子もARC非対応の機種があり、この場合はホームシアターとの組み合わせは不可となる。2011年からはテレビ本体のヘッドホン端子にアナログ音声ケーブルを繋ぐだけで迫力あるサウンドが楽しめる、普及型シアターシステムも登場している。ただしこれは、HDMIが非搭載で、テレビ本体の内蔵スピーカーから音は出ない。
薄型テレビ用ホームシアターシステムは、一部を除き（ビエラリンクなどの）HDMI連動機能に対応しているため、テレビに付属のリモコンでホームシアターの集中操作、および音声メニュー切替が可能である。ただし製造年の組み合わせにより、使える機能は異なる。なお、ラックシアター（スピーカー・アンプを内蔵したテレビ台）は奥行きが薄く、かつ防磁設計とはなっていないので、従来型ブラウン管テレビは載せられない。

### 外部録画機器との接続方法
発売当初はIrシステムが主流で、テレビ受像機側のモニター出力端子と録画機側の外部入力端子相互間をAVケーブルで（映像信号は接続する録画機によりコンポジットビデオケーブル・Sビデオケーブルいずれかを）接続していた。同時にデジタルチューナー（内蔵テレビ）に付属のIrシステムケーブルを（デジタルチューナーの）Irシステム端子に繋ぎ、送信部を録画機のリモコン受光（リモートセンサー）部へ付属両面テープで貼り付ける。接続後は録画機のメーカー設定が必要。
（Irシステムによる）デジタル放送録画は、番組表（Gガイド）から録画したいデジタル放送の番組を選んで決定すれば、その内容をリモコン赤外線信号に変換して録画機のリモコン受光部（リモートセンサー）へ送信される。録画開始時間が来ると、テレビ受像機側より録画信号がIrシステムケーブルを介して赤外線リモコン信号として送信される。
しかし、2005年モデルからは高画質・高音質のAV信号を1本のケーブルのみで伝送可能な「HDMI」が登場、翌2006年モデルからは（パナソニック「ビエラリンク」を皮切りに）HDMIに連動機能が付加された。これにより従来のリモートワイヤーは不要となり、HDMIケーブルを介してテレビ受像機のリモコンで接続した録画機の連動（録画予約・再生などの）操作が可能となったため、従来のIrシステムに比べ、操作・接続は大幅に簡素化された。同一メーカーのテレビとレコーダーが売れやすくなる囲い込み効果により、特にパナソニックとシャープはBD/DVDレコーダーのシェアを大幅に引き上げ、ブランド力の強化に成功した。
画質・音質もHDMI接続のほうが（従来のAV接続に比べ）格段に向上したため、2009年モデルからはIrシステム・モニター出力両端子を廃止する機種が増加。アナログチューナーのみ搭載の従来型録画機によるデジタル放送録画は廃れつつあり、現代のテレビ放送録画はHDMI連動へほぼ完全移行した。

### 端子群
登場当初は従来型ブラウン管テレビ同様、映像・音声（白（左）・赤（右））入力・S1/S2映像入力・D入力・Irシステム端子、モニター出力端子（S映像も含む）で構成されていた機種が多かったが、（高画質・高音質のAV信号無劣化伝送と接続の大幅簡略化を実現した）HDMIの台頭により従来型AV入出力端子は年式が進むにつれ減少。2011年モデルは従来型ビデオ入力端子が大幅に減少し、モニター出力・Irシステム・S1/S2入出力端子は全廃（一部上位機はアナログ音声出力端子のみ存続）、（AACS規定により、D端子におけるハイビジョン映像アナログ伝送がD2以下の画質に制限される新ルール施行に伴い）D入力端子を廃止する機種も登場している（2014年以降はD2以下も含むD端子でのハイビジョン映像アナログ伝送が全面禁止）。2022年以降製造機種はアナログAV入力端子が「映像・音声一体型ミニジャック」へ変更されたため、接続には市販の変換ケーブルが必要。パナソニック「4Kビエラ」とソニー「4Kブラビア」の2024年以降モデルは業界で初めて「アナログAV入力端子の全廃」に踏み切っており、HDMI端子のない従来型アナログ再生機器接続ができなくなった。
HDMI端子は上位モデルは4系統、普及モデルは2系統もしくは3系統の機種が多い（メーカーや機種によっては、ハンディカメラやスマートフォンなどを接続するときに、わざわざ後ろに周り込まなければならなくなる「わずらわしさ」を軽減するため、左右の側面に一部またはすべての端子を配置している場合もある）。2009年のモデルからはサウンドシステムとテレビをHDMIケーブル1本で接続するだけで音声も伝送できるARC（オーディオリターンチャンネル）対応端子が搭載されるようになり、2013年頃から2016年頃にかけてはスマートフォンとテレビの接続・給電に対応したMHL（モバイルハイデフィニションリンク）対応端子を搭載した機種も存在した。
ヘッドホン端子は登場当初は（テレビ本体内蔵スピーカーの音が消える）従来型の端子と、ヘッドホンを差し込んでもテレビ本体内蔵スピーカーからの音が消えない（ダブルチューナーの2画面モデルでは右画面の音声を出力する）「ファミリーイヤホン端子」を搭載した機種が多かったが、2008年以降のモデルではファミリーイヤホン機能を廃止した（ヘッドホン出力を本体内蔵スピーカーからの音が消える1系統のみに戻した）機種が急増した。なお2010年以降のモデルはヘッドホン端子こそ1系統のみだが、ヘッドホンを差し込んだ時にテレビ本体内蔵スピーカーから音を出すか否かがメニュー画面操作で選べる機種が登場している（2画面モデルの一部上位機では本体内蔵スピーカーとヘッドホン端子とで別々のチャンネル音声を出力させることも可能）。
電源ケーブルは登場当初は37V型以上の大型モデルがアース付き3芯プラグを採用しており、通常の2芯式コンセントに繋ぐ場合は付属の変換アダプタを使用していたが、2009年以降製造の機種より全て通常の2芯式に変更されアース線も廃止された（現在は37V型以上の大型モデルが本体側マグネット式、32V型以下の小型モデルが本体側直付け式コード、15V型以下はACアダプタ使用）。なお103V型は（通常の100Vではなく）200V電源を使用する（特殊用途のため受注生産）。

### 録画機能
薄型テレビ自体にハードディスクドライブを搭載し、レコーダーを接続しなくてもデジタル放送の録画ができる製品がある。特に東芝や日立が力を入れ、他の主要メーカー各社も追随した。レコーダーよりも手軽にタイムシフト視聴などができ、光学ディスクへのダビングを必要と感じない消費者に好まれている。またシャープは2008年にBDレコーダー内蔵液晶テレビを発売した。また、三菱電機は2009年にHDD・BDレコーダー内蔵液晶テレビを発売した。
パナソニックは2008年にHDD内蔵のプラズマビエラ&液晶ビエラを発売、2009年にはHDD・BDレコーダー内蔵の液晶ビエラを発売。2011年にはSDメモリーカードに直接録画ができ、かつ別売の外付HDD（USB接続式）にも録画可能なプラズマ&液晶ビエラを発売した（ただし本機で録画したSDカードは録画元の機器でしか再生できず、ビエラワンセグなど他機器での再生はパナソニック製であっても不可）。

### 設置方法

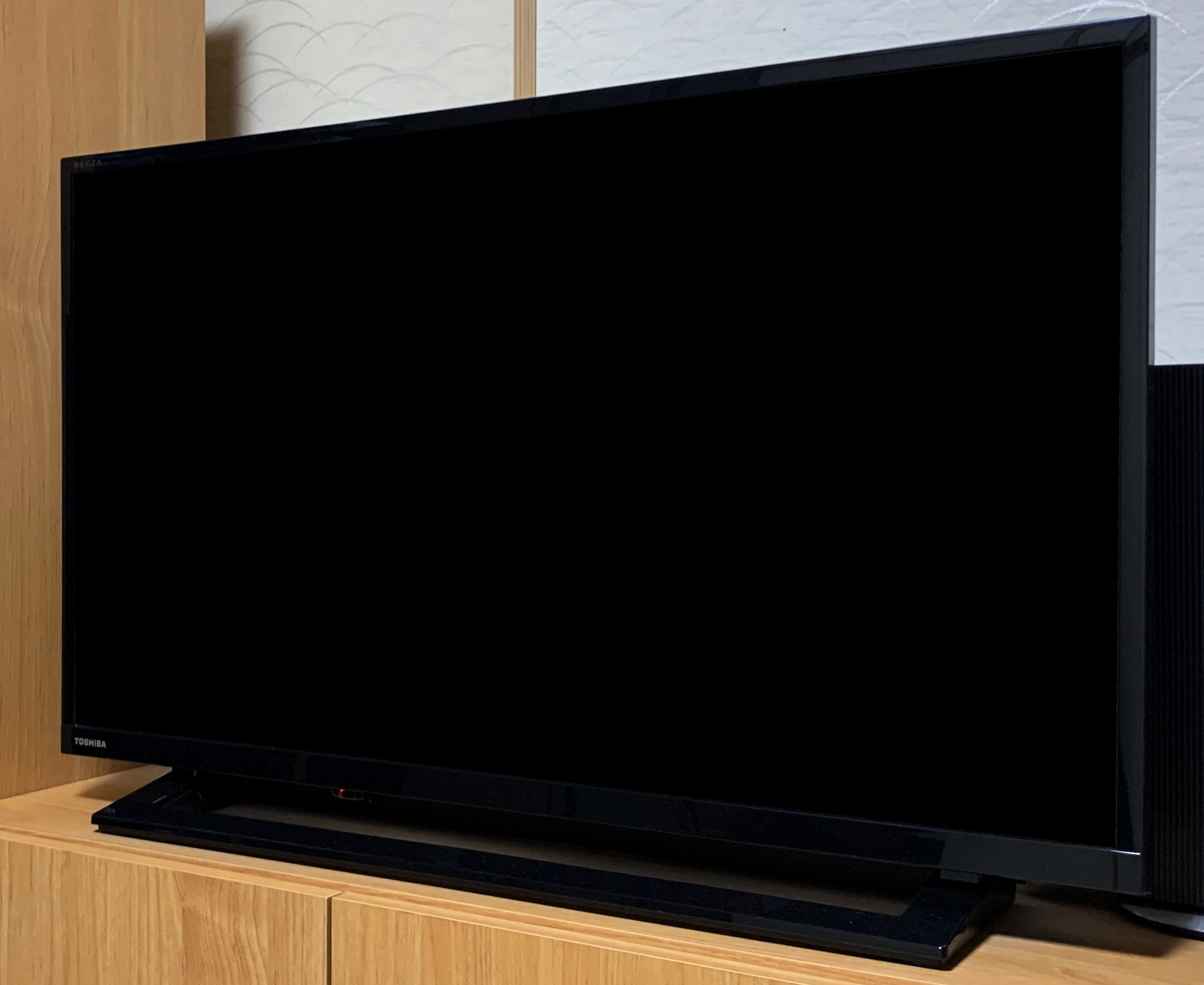
液晶テレビと薄型テレビ台の例

#### テレビ台
登場当初は37V型以上のモデルを中心に据置スタンドおよびテレビ台が別売りの機種が多かったが、現在は全て据置スタンド付属で、本体の向きを左右それぞれ最大15度あるいは20度まで変えられる「スイーベル（首振り）機構」を搭載した機種と、向きを変えられない固定式の二通りがある。スイーベル機構搭載モデルは50V型以下の機種がほとんどで、52V型以上の機種は全て固定式である。さらに23V以下の小型モデルは左右に向きを変えられるのみならず、前後に角度調整が可能な機種もある（左右スイーベル機構非搭載で前後角度調整機構のみ搭載の機種もあり）。
現在発売中のテレビ共用台は全て薄型テレビを載せることを前提とした薄奥行き設計となっているため、従来型ブラウン管テレビは（はみ出して転倒・落下する恐れがあるので）載せられない。ブラウン管テレビの生産終了に伴い、2007年限りでブラウン管式対応テレビ台の生産も終了している。かつては国内大手電機メーカー全社が「純正テレビ台」を生産し・2007年からはこれにアンプとスピーカーが内蔵された「ラックシアター」も生産していたが、ブラウン管テレビ終焉と共に純正テレビ台生産より撤退するメーカーが相次ぎ、最後の砦だったパナソニックも2021年限りで純正テレビ台生産を終了。ラックシアターは2017年限りで国内メーカー全社が生産を終了し、ホームシアターシステムの現行モデルはバータイプのみとなった。国内大手電機メーカーは既に純正テレビ台生産より完全撤退し、現在の国内テレビ台メーカーは朝日木材加工・ハヤミ工産（「TIMEZ」ブランド）・ヤマダホールディングス・ニトリ・共栄商事（「AURORA」ブランド）のみとなっている。
全ての据置薄型テレビには、地震などの際に本体が倒れるのを防ぐための転倒防止部品（テレビ本体を台や壁面に固定するバンドおよび取り付けネジ）が付属されている（壁面固定の場合、本体・壁面両取付部品相互間は市販のひもや鎖で接続）。東日本大震災を経て、薄型テレビの設置方法や転倒防止措置が、少なくない割合の消費者に全く伝わっていないことが判明した。なお（有機ELなど）薄型テレビの上位機種は、台側へ転倒防止部品を取り付けなくても「ボタン一つで転倒防止機能を動作させることが可能」となっている。
大手メーカー各社のテレビカタログでは「テレビ受像機本体の買い換え時は、テレビ台も同時に買い換える」よう促されている（ブラウン管時代からのテレビ台が経年劣化している場合、最新薄型テレビ受像機の重さに耐えられず台が潰れて転倒・落下するおそれがあるため）。畳・絨毯など足場が軟らかい床面に置く場合、転倒などを防ぐ観点から「底面キャスターを外す」よう指示されている（フローリングに置く場合も、地震や振動などで台が動かないよう「キャスター座=輪留めを敷く」よう推奨）。またテレビ受像機本体の底面（据置スタンド）より小さな台に載せると、重心が上に来てバランスが崩れ転倒の危険性が高まるので、必ず「載せるテレビ受像機本体の大きさに適合した台を選定」する。加えてテレビ受像機本体をBD/DVDレコーダー・プレーヤー、ラック型でないホームシアターなど録再機器の上へ直接載せると、テレビ本体の重さに耐えられず機器キャビネットが潰れ破損するおそれがあるので、これら機器はテレビ台内ラックや市販AVラックへ収納するか、テレビ受像機本体の手前または横に置く。

#### 壁掛け
薄型テレビが実際に普及する以前は「壁掛けテレビ」のイメージが強かった（「21世紀#20世紀における21世紀像」も参照）。
しかし初期の液晶テレビは重く32型で20kg前後、50型以上では60kgを超え、壁に掛ける場合、多くの日本の一般住宅で使用されている石膏ボードなどの壁材では強度が足りず、大がかりな取り付け・補強工事が必要になった。一般家庭でも「壁掛け」は不可能ではないが、重量の点がネックとなって高いコストがかかる場合が多かった。
またテレビの位置を自由に移動できなくなる、アパート住みなどの住宅事情により壁に穴を開けられないなどの理由もあり、これまでと同じくテレビスタンドに設置する（以前のブラウン管テレビを載せていた台を流用する）場合がほとんどであった。三菱電機のBD内蔵REALなど3.5インチBDドライブを前面に搭載しているため薄型テレビであっても壁掛けは構造上不可能なものもあった。
ようやく2007年から「超薄型」と呼ばれる、奥行きがさらに薄く軽量な製品が登場し始めた。これらはチューナーを別ユニットにしたり、配線の必要がない無線ユニットを用意するなどで、壁掛けを前提としたデザインとなっている。ただしBDレコーダー一体型テレビなど一部「壁掛け非対応」となっている機種がある。
壁掛け工事は「壁の素材や強度に適合した各メーカー指定部品を用い、機器本体落下事故防止のため必ず電器店や専門業者へ依頼する」よう指示されている。なお「移動式（キャスター付き）壁掛けスタンドへの取付は禁止」されており、大手メーカー各社のテレビ取説では「移動させる必要がある場合は転倒防止措置を講じたうえで、市販のキャスター付きテレビ共用台へ載せる」よう指示されている（キャスター付き壁掛けスタンドに取り付けた場合、振動で取付ネジが緩みテレビ受像機本体が落下するおそれがあるため）。

### HD
ブラウン管テレビにもハイビジョン解像度をもつ製品（ハイビジョンブラウン管テレビ）が存在するが、アナログハイビジョンの普及率の低さもあり、あくまでも高級品であった。HD解像度がより一般的になったのは薄型テレビの世代からである。デジタルハイビジョン放送の普及とテレビの低価格化が主な要因となっている。
液晶パネル製造に強みがあるシャープが2005年頃からフルハイビジョン（1920×1080）パネルに力を入れ、他社の液晶テレビも追随して低価格化・より小さいサイズへのフルハイビジョンパネル搭載が進んだ。画素の微細さを上げると輝度など他の性能に影響が出る場合があるがフルハイビジョンという非常に分かりやすいキーワードは消費者に高画質を訴える効果が大きかったと思われ、プラズマに対する液晶のシェア拡大の一因になったと考えられる。
パネルの高解像度化が遅れたプラズマ陣営は、50インチ以下ではフルハイビジョンは不要と訴えるなど巻き返しを図ったが大きな効果はなかった（2007年以降になるとプラズマでもフルハイビジョンパネルが普及）。2010年代には4Kや8Kといったさらに高解像度のパネルが登場するようになった。

### 画面サイズ
メーカー各社はブラウン管テレビに比べて一回り・二回り大きなサイズの薄型テレビへの買い替えを推奨している（例えばブラウン管の29インチなら薄型の40インチ、ブラウン管のワイドの32インチなら薄型テレビの42インチが目安）。その根拠としては設置スペースや、4:3と16:9の縦横比の違いから生じる見え方の差（視野角など）がある。
低価格化にしたがって40V型以上の大画面テレビの販売比率が年々上がっているが、依然として最も売れているのは32 - 42V型の製品である。また薄型テレビの普及率が上がった2007年前後から、「2台目需要」を意識した32V型以下の液晶テレビにも各社が力を入れるようになった。ただ、32V型を除く19V - 31V型の近年の傾向としてラインナップがあるだけで特段と言って需要がある訳ではなく、19V - 24V型は狭い個室用（子供部屋やアパート等）やBtoB向け（病院や漫画喫茶等）となっている。25V - 31V型に至っては2013年以降の4K傾向から2018年現在、製造してるメーカーがわずかとなっている。
より大きな画面サイズの追求は各メーカーが技術を競う意味合いもある。プラズマは2007年に松下電器産業（現：パナソニック）が103インチを発売。液晶は2012年で84インチ程度だったが2018年には200インチにまで巨大化した。

### 消費電力・環境性能
同じサイズで比較すると薄型テレビはブラウン管テレビより消費電力が低いが、画面サイズが大きくなる傾向があるためブラウン管テレビの世代に比べて省エネルギーが進んでいるとは一概に言えない。ただ近年は環境問題への関心が高まったこともあり、より消費電力が低い製品の開発や有害物質の不使用、リサイクルへの取り組みなどをアピールするメーカーが多い。

### 高画質化回路
薄型テレビの性能を決定付けるものはディスプレイパネル自体の性能に加え、映像を処理する集積回路の性能が大きく関わっている。入力された映像をより美しく調整し、パネルの弱点を補ったり能力を引き出す働きを担っている。デジタル放送で発生する圧縮由来のノイズを軽減し、圧縮で失われた情報を復元したり色・輝度などの表現をより豊かにする機能などがある。
大手メーカーが独自の高画質化機構に力を入れており東芝の「レグザエンジン」、パナソニックの「UniPhier」、ソニーの「ブラビアエンジン」、シャープの「AQUOS高画質マスターエンジン」、日本ビクターの「GENESSA」などがよく知られている。メーカー・機種により個性がある。

### ネットワーク接続とスマートテレビ
薄型テレビにはLAN端子や無線LANが搭載されているものが増え、インターネット接続、デジタルチューナーの双方向通信や有料番組購入、DLNAなどによる他の機器と連携やスカパーなどの外部チューナーとの連携に利用されている。
2007年以降は大手メーカー製の機種でアクトビラに対応した製品、2008年頃からYouTubeなどの動画共有サービスの動画を直接表示できる製品が登場した。2011年にはSkypeによるテレビ電話対応機種、2013年にはHulu対応機種、2015年にはNetflix対応機種、2022年にはNHK受信料が不要なチューナーレステレビが登場した。
2000年代後半からWebブラウザーを搭載し、インターネットのWebサイトを閲覧可能な機種も出ており、2009年4月にはテレビ版Yahoo! JAPANが開始されているが、テレビを使ったWebページ閲覧はパソコン・携帯電話・スマートフォンほど浸透してはいない。

### 3D対応
応答速度が速いといった特長をもつLEDバックライト液晶パネルおよびプラズマパネルを用いた薄型テレビにおいて、3D（立体）表示に対応した3次元ディスプレイを搭載したテレビが2010年に各社から発売された。右目用と左目用の映像を時分割で交互に表示し、液晶シャッターを内蔵した専用メガネで左右の目に振り分けるフレームシーケンシャル方式を採用するものが多く登場した。2012年前後では、3D対応はあくまで付加機能の一つだった。
一方、かまぼこ形の縦長レンズを液晶パネルの前面に配置し、左右の目に異なった映像を届けることで、裸眼でも3D映像を楽しむことができるようにしたレンチキュラーレンズ方式などが開発されており、日本の主要メーカーでは唯一東芝が2010年以降に発売していた。しかし画面の表面に凹凸を設けることで2D映像の画質が劣化する弊害が指摘された。
なお、ニンテンドー3DSが採用したパララックス（視差）バリア方式の液晶パネルも存在し、70V型といった大型のパネルも登場していた。
3D映画『アバター』のヒットでにわかに注目され、日本の主要メーカー各社も宣伝に力を入れたものの、立体テレビ放送の頓挫などコンテンツの少なさや専用眼鏡が必要なことなどが影響し普及は進まず、2017年までに全メーカーの撤退に至った。

### ブランド
ブランドは日本メーカーではほぼブラウン管テレビから一新されているが、一部メーカーでは初期はブラウン管テレビ時代のブランドを薄型テレビでも継承していた。また、薄型テレビそのものだけにとどまらず自社のDVDレコーダーやワンセグ対応携帯電話などに用いられるケースも出ている。

## 液晶テレビ

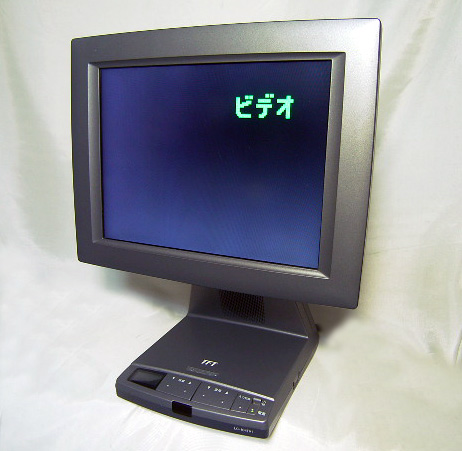
シャープ10.4インチTFT搭載
液晶テレビ「ウィンドウ」1995年

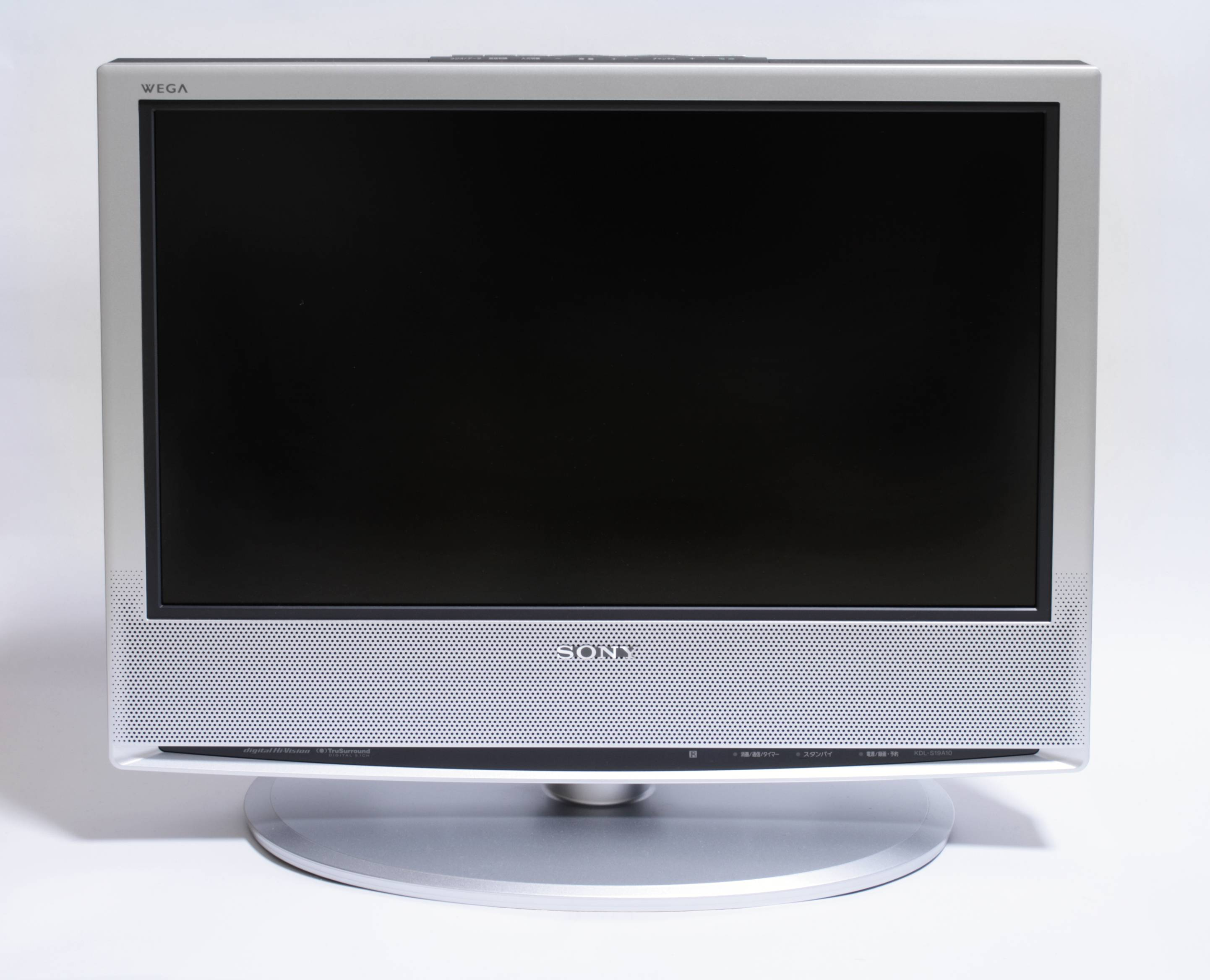
液晶テレビ

テレビ画面に、液晶を用いたディスプレイ（液晶ディスプレイ、略称「LCD」）を使用したテレビである。モノクロ表示時代から続いた液晶表示器の普及と高演色性と充分な動画性能を備えた大画面製品の製造技術の確立によって薄型テレビの主要な地位を得ている。
1982年、エプソンが世界で初めて液晶ディスプレイ（反射型1.2型）を使用したテレビ付きデジタル時計を販売。その後1984年には、TFTカラー液晶（透過型2.1型）を採用したポケットテレビ（商品名：テレビアン）を販売した。最初に比較的大型の民生用商品の市場投入をしたのはシャープであり、当時の商品「ウィンドウ」は1995年の日経優秀製品・サービス賞で産業新聞・最優秀賞に選ばれている。2000年代後半に急速に普及し、従来のブラウン管テレビと売上が逆転した。

### 長所
- 同サイズのプラズマテレビにくらべると年間消費電力量が低い（50VプラズマテレビTH-P50GT60の年間電力消費量は146kWhに対して、同サイズの液晶テレビTH-L50E60の場合90kWh。2013年同一メーカー品比較）。
- 低反射性（光沢処理がされている場合はこの限りでない）。
- 比較的長寿命（バックライトの寿命は6万 - 10万時間超）。
- 画面サイズの小型化、薄型化が可能。
- 小型でも解像度を高くできる。
- バックライトにLEDを用いたり、CCFLの工夫により色域を広く取れる（NTSC比を超える色域が表現できるようになった）。

### 短所
- 応答速度が遅く、速い動きのあるシーンでは残像感がある。また、動画の解像度が静止画に比べ低くなる。

液晶は原理上（ホールド型）、応答速度を極限まで上げられたとしても残像感をなくすことはできない。この欠点を補うため「倍速表示」「黒挿入」「バックライトブリンク」などの技術を用いて残像感の解消に努めている。特に2007年以降は、倍速表示をするモデルが増えてきた（ただし、画面サイズが40V以上のモデルが多い）。
- コントラストが低く、立体的な映像表現に難がある。特に部屋の照度が低くなると黒浮きが起こりやすく暗いシーンの階調再現が困難になる。

2008年に本格的に製品化されたエリア制御型LEDバックライトによりコントラストは飛躍的に向上した。このタイプは場面の明暗に合わせて画面の一部分だけバックライトを消すなどの制御が可能であるが、エリア内に1画素でも明るい部分があるとそのエリア全体が発光してしまうため不完全である。
- 視野角が狭い。

視野角とは画面の正面から視点を上下左右に移動したときに色が変化せずに画面が見える範囲を角度で表したもので、メーカー公表の数値はコントラスト比10:1または5:1が確保できる角度である。コントラスト比10:1は、内容の判別は可能であるが鑑賞に堪える画質ではない。そのため、視野角170度などとカタログに表記されていても実際に鑑賞に堪える視野角は大幅に小さい。実際の商品では
1. 液晶材料と画素電極構造での対応（TFTと周辺回路に大きな負担が掛かり、高価となる）
2. 視野角補償フィルムと呼ばれるフィルム

などの技術である程度補っている。また、視野角が広いIPSパネルもある。
- 画素抜け（いわゆるドット抜け）が存在する。
- 表面に保護ガラスがなくパネル強度が低いため、物をぶつけるとパネル割れを起こすことがある。

#### 初期の短所
- 初期は同サイズのブラウン管（管を問わず）に比べると高価だった（ただし、14 - 21インチ程度の場合に限る。これ以外の小型機や大型機ではむしろ安価）。
- 初期は大型化が困難だったが、2006年末にシャープが108型液晶テレビの試作品を発表するなど解消されていった。

### 解像度
液晶テレビの解像度は16:9タイプの場合、以下の種類が存在する。
8K
横 7680ピクセル×縦 4320ピクセルの画素を持つ。8K UHD、スーパーハイビジョンとも表記される。
4K
横 3840ピクセル×縦 2160ピクセルの画素を持つ。4K UHDとも表記される。フルハイビジョンの4倍。
フルハイビジョン
横 1920ピクセル×縦 1080ピクセルの画素を持つ。フルHDとも表記される。かつてはフルスペックハイビジョンとも呼ばれていたが何をもって「フルスペック」とするかでメーカー間の折り合いが付かず、現在この呼称は用いられない。
ハイビジョン本来の画質を再現できる。2004年に初めて発売され、現在では37V型以上のモデルはほぼ全てがフルハイビジョンパネルを搭載している。
ラインアップの下限は長らく37V型であったが、2006年にはシャープが初のフルハイビジョンパネル搭載32V型を開発・発売した。さらに同社は2007年11月に初の22V/26V型のフルハイビジョンパネル搭載モデルを発売した。さらに2008年には東芝・パナソニックがそれぞれ初のフルハイビジョンパネル搭載32V型を開発・発売した。
この他、ナナオ（EIZO）が24V/27V型のモデルを発売している。テレビチューナーを内蔵しないディスプレイではそれより小さいものもある。
標準ハイビジョン
横 1366ピクセル×縦 768ピクセルの画素を持つ。ワイドXGA（WXGA）とも表記される。ハイビジョンの定義は縦650画素以上であるため、HDパネルとしての定義は満たしている。当初は37V型以上も存在していたが、2020年現在では32V型以下の液晶テレビに見られるのみとなった。
標準
横 854ピクセル×縦 480ピクセルの画素を持つ。海外ではEDと表記される。縦向きのピクセル数がNTSCアナログ放送用テレビと同一であるが、デジタル放送用テレビはアナログテレビよりも横幅が広くなっているので横向きのピクセル数はアナログテレビよりも多くなっている。
現在ではほとんど見かけないが、初期（2005年頃まで）は22型までの小型モデルや、42型までの比較的低価格なプラズマテレビを中心にごく一部の製品で見受けられた。

### 主な日系ブランド名
日本メーカーは各社ともにテレビ用パネル生産から撤退しており、輸入品が使用されている。

#### 現在生産・販売中
- VIERA - パナソニック
- ブラビア - ソニー
- アクオス - シャープ
- オリオン - ドウシシャ
- REGZA - TVS REGZA
- PRODIA - ピクセラ
- LUCA - アイリスオーヤマ

#### 撤退または廃業
- AVIAMO - 富士通ゼネラル（撤退[15]）
- byd:sign - バイ・デザイン（廃業）
- DX BROADTEC - DXアンテナ（製造は船井電機）（2017年3月に撤退[16]）
- EXE - 日本ビクター（撤退）
- FORIS.TV - EIZO（撤退）
- VIZON、CAPUJO - 三洋電機（パナソニックの完全子会社化[注 8]）
- Wooo - 日立製作所（撤退）
- KURO - パイオニア（撤退）
- リアル - 三菱電機（2021年、家電量販店への販売を終了[17]。2024年3月限りで撤退）
- FUNAI - 船井電機（2024年10月24日付で破産・廃業）

### 日本国外の主なメーカー
- VIZIO
- サムスン電子
- フィリップス
- LG電子
- ハイセンス
- TCL集団

## 有機ELテレビ
有機ELディスプレイを使用したテレビ。家庭用テレビとしては世界で初めて、ソニーが2007年11月22日に11V型を販売開始した。また、エプソン・東芝・サムスン電子なども開発に注力し、携帯電話でのワンセグテレビとしてはauのW53HやMEDIA SKINなどのディスプレイに使用された。
2008年7月、独立行政法人の新エネルギー・産業技術総合開発機構（NEDO）が中心となって主要な国内メーカーが有機ELの大型パネルの実用化に向けて共同開発を行うことが決まり、2010年代後半に40インチ以上の有機ELディスプレイの量産化を目指した。
しかし、有機ELパネルの製造コストがかさむなどの理由により、低価格化が進んだ液晶テレビに比べて高額だった。よって当初は普及が進まず、2010年2月16日、ソニーは有機ELテレビの日本での販売を3月で終了することを発表した（ただし同社は今後も北米やヨーロッパ、中南米などの海外では販売を継続し大型化に向けた技術開発も進めるとしていた）。ソニーの撤退により、日本国内の市場から有機ELテレビは一時姿を消すことになった。
その後韓国のLGエレクトロニクスが量産化に成功し、徐々に日本国内でも普及していった。

### メリット・デメリット
有機ELテレビのメリットは、液晶テレビのように画面の裏からバックライトで照らす方式ではなく、インバーター回路により画面全体で発光させるという特性上、輝度ムラが起きないこと、故障により画面が映らなくなった場合インバーターの交換で対応出来ること、動きの速い映像でもブレが少ないため、倍速液晶の機能が不要なことである。
一方のデメリットは、製造コストにより液晶テレビと比較して高価なことや、液晶と比較して輝度が低いという点が挙げられる。

## プラズマテレビ
プラズマディスプレイを使用したテレビ。

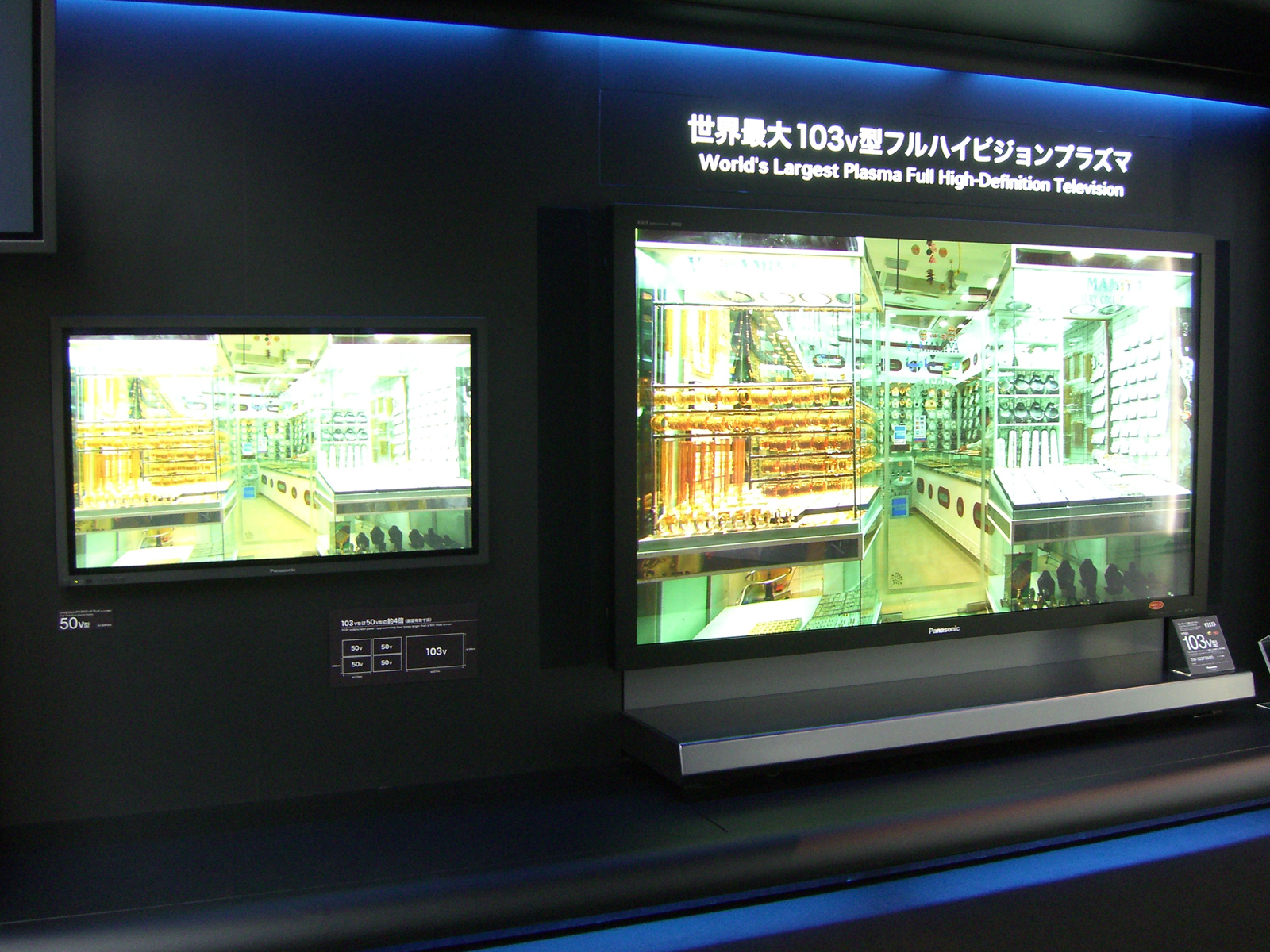
パナソニック製103V型フルHDプラズマテレビ（右）。左は50V型。

1992年、富士通の篠田傳が世界で初めてプラズマディスプレイを使用したテレビを開発。「愛」の文字を表示させる。1993年に富士通ゼネラルが世界で初めてプラズマディスプレイを商品化（21インチサイズ）。1996年には富士通、富士通ゼネラルが世界初となる業務用42インチフルカラーPDPを開発、1997年9月には富士通ゼネラルが業務用42型ワイドプラズマディスプレイ、民生用42インチワイドタイプ（16:9画面）のプラズマテレビを同年11月に発売すると発表。1997年12月にパイオニアが世界初の50型高精細ワイドプラズマテレビ「PDP-501HD」を発売した。
日本における主なメーカーは、パナソニック・日立製作所（現：日立コンシューマエレクトロニクス）・富士通ゼネラル・ソニー・東芝・パイオニア（現：オンキヨー&パイオニア）などだった。海外ではLG電子なども強い生産力を持っていた。国内シェアではパナソニックが独走しており、海外シェアでも一位だった。
2000年代後半までは液晶と並ぶ2強と言われたが、販売台数は液晶の1割以下だった（ただし、この数字は小型の液晶テレビを含めたものであり、大画面テレビに限れば全盛期は健闘していた）。液晶テレビと競い合うように高性能化したが、最終的には液晶テレビの高性能化についていけず、2014年までにすべてのメーカーが撤退した。液晶も並行して生産するメーカーがほとんどだったが、プラズマへの投資が大きかったメーカーは後に抱え込んだ負債も大きかった。

### 長所
- かつては大型になるほど液晶と比べて安かった（2011年現在では、60型以下ではほとんど価格差が無い）。
- 視野角が広い。
- 応答速度が速くスポーツ番組やアクション映画などでも動きがなめらか、残像による動画ボケも起こりにくい（ガンマ特性がフラットなので、比較的簡単な回路で忠実な階調性能を実現できる）。
- コントラストが高く、（液晶テレビに比べ）立体感のある映像を表現できる。

プラズマテレビを推進するメーカーは「動画解像度」という独自の指標を設け、素早く動く物体を表示しても実際の精細さが損なわれにくいことをアピールしている。
- 白面積が増えると画面の明るさを抑える働き（ダイナミックブライトネス制御）があるため、まぶしさを抑え眼が疲れにくい。
- ちらつきが少ない。
- 液晶と比較して画面強度が高く、パネル割れが起こりにくい。
- プラズマパネルの寿命は輝度半減まで10万時間（ブラウン管の5倍）と長寿命。

### 短所
- 最大消費電力が大きい。ただしプラズマテレビの最大消費電力はRGBの全画素が100%発光した際の全白表示時の数値であり通常の映像では休む画素もあるため、映す映像によって常に消費電力は変動するので最大消費電力のおおよそ3分の2が実際にかかる消費電力の目安とされる。実際の電気代の目安は年間消費電力量から計算するのが妥当であり、同一サイズの液晶テレビに比べ、160%程度である。（詳細は「液晶テレビ」の節を参照）
- 小型化が難しく、パーソナル用途には向かない。

2011年現在、液晶テレビは20型未満も存在するのに対し大手メーカーのプラズマテレビの下限はこれまでのところ37V型である。しかし小型機種は液晶テレビに比べて競争力がなく、実際に販売されているのは42型以上となっている。
- 液晶に比べて高精細化が難しい。
- 画面に光が反射するため、設置に関しては反射を考慮する必要がある。最近では低反射パネルのモデルも登場。
- ブラウン管テレビ同様に画面焼けが起き易く、長時間の静止画像表示には向かない。現状では各会社とも対策はしているため、致命的な短所にはならなくなってきている。

4:3の映像を常時表示した場合は画面の両側に帯状の跡が残ることがあるため、各社グレーバックスクリーンセーバーの起動で対策を実施。
- AC駆動型プラズマは赤（R）・緑（G）・青（B）のそれぞれについて点灯と消灯のどちらかしか表現できないため、高速で明滅させるパルス駆動（点灯回数が少ないと暗く見えるといった技法）により擬似的に階調を表現している。このためバックライトと透過フィルター両面で調整ができるLCDに比べると色域が狭くなりがちであったが最新のモデルではx.v.Colorに対応、さらにHDTV規格（ITU-R BT709）比120%の高色域を再現できるモデルも登場してきた。

### プラズマテレビの興亡
パナソニックやパイオニアの2006年モデルのプラズマテレビから、フルハイビジョンと呼ばれる横1920画素×縦1080画素の表示能力をもつ機種が登場した。
2007年4月現在のフルハイビジョンの最小モデルはパナソニックの42V型が最小ではあるものの、従来プラズマテレビが苦手とされていた高精細化に向けて一歩前進した。また消費電力面でも改善が進み、年間消費電力では液晶テレビを逆転する機種も現れた。
しかし液晶との競争においては劣勢であり、プラズマパネルから撤退するメーカーも多く、2013年10月パナソニックが全面生産終了を発表したことにより、日本でパネル生産を行うメーカーはなくなった。その後も韓国にてサムスンとLGがパネル生産を行っていたが、2014年に入り相次いで撤退した。これをもってプラズマテレビは終了した。

### プラズマテレビのコントラスト
プラズマテレビは大型家電量販店などの明るい照明下では画素の発光に蛍光ガスを用いる関係上、照明が蛍光体に反射してしまい黒が濃い紫色などに見えてしまうことがある。またプラズマテレビは暗い場面では画面も暗くなるため、明るい照明下では画面全体が暗く見える。しかし家庭の照明下では黒は黒く表示され、かつ暗い場面では画面も暗くなる特性はコントラストの高さとなって立体的な映像の表示につながっている。

### 製造メーカーとブランド名
2010年第4四半期の世界市場でのプラズマ・ディスプレイ・パネル（PDP）の出荷シェアは次の通り。
| 日本 | パナソニック | 40.7% |  |
| 韓国 | サムスン     | 33.7% |  |
| 韓国 | LG           | 23.3% |  |
| 日本 | Orion        | 2.3%  |  |

また、日本国内で販売各社が用いていたブランド名は次の通りである。
- VIERA（ビエラ） - パナソニック
- Wooo（ウー） - 日立製作所

日立とパイオニアなどが相次いで撤退し、最後まで残っていたパナソニックも撤退を決めた。パナソニックの製造終了後にプラズマテレビが品薄となり、最新の4Kテレビよりも高い値段で販売されるなど価格高騰がみられた。

## その他の方式

### 薄型ブラウン管テレビ
薄型ブラウン管を使用したテレビである。2007年頃、サムスン電子が販売していた。
薄型ブラウン管テレビの特徴を示す。
- 高いコントラスト比
- 色彩表示能力、応答速度に優れる
- 画面周辺部は中央部に比べ歪み、色ずれ、フォーカスが甘くなるなどの画質劣化が生じやすい（原理的には理想的な調整を施せば、中央部との画質差をほぼなくすことも可能である）

### レーザーリアプロジェクションテレビ
画面の後ろから赤・青・緑のレーザー光を直接照射して画像を映し出すテレビである。リアプロジェクションテレビの発展形だが65型で液晶・プラズマテレビ並みの25cmの厚さ。消費電力もプラズマテレビの4分の1。
三菱電機がアメリカでリアプロの買い替え需要に応える形で2008年秋に発売した。また2010年に日本でも75型を発表、発売した。

### FED・SEDテレビ
電界放出ディスプレイ（FED）を使ったテレビと、FEDの一種であるSEDを使用したテレビが研究されていた。発光原理はブラウン管と同じで、キヤノンと東芝が共同開発した。
特徴は、高画質と低消費電力。液晶やプラズマ方式と同様の薄型化とブラウン管方式の動画性能や良好な黒域の表現力を併せ持つ。次世代の薄型テレビとして期待が高く、キヤノンから2007年内に発売予定とされていたが、特許問題とコストの低廉化が進まず製品化は遅れ続けた。2010年5月にキヤノンが家庭用SEDテレビの開発を断念したことが報じられた。

## 小型ポータブル薄型テレビ
1970年代後半には外出先でも視聴が可能なポータブルテレビが登場し出した（東芝のラジカセ付きGT-4500など）が、初期はブラウン管のため、モニターは白黒・サイズは3インチ程度ながらラジカセ並みの大きさであった。
1980年代に入ると、液晶を用いることで片手でも持つことが可能なサイズにまで小型化された製品（「ポケットテレビ」）が登場。これも最初期は白黒テレビだったが、後にカラー受信機も登場した。但し液晶はバックライトなどの光源が必要であるため、特に1980年代前半のものは折り畳み式で、太陽光など外部の光源を透過させて内側にある鏡に映り込んだ映像を観るという代物（夜間など暗い場所での視聴用に外付けバックライトが別売り）であった。1980年代半ばには受信機にバックライトを備えたものが登場した。なお、この頃の機種は乾電池式（主にアルカリ単3型4本）であった。さらに同後半になると、8ミリビデオカセットで録画・再生できる機種も登場した。
2003年には、地上アナログ放送チューナーを搭載した携帯電話がNECから登場した。
地上デジタル放送を開始した頃は（携帯電話も含めて）地上アナログ放送チューナー併載機も発売されていたが、地上アナログ放送が停波した現在、発売されている機種は全て地上デジタル放送専用である。ワンセグ及びフルセグ放送が受信可能なポータブルタイプ、さらにBDプレーヤー併載機やAM/FMチューナー併載機も発売されている（本体にアンテナ内蔵、もしくはロッドアンテナ付き。外部アンテナ線と接続可能な機種もある）。ただし小型ポータブル薄型テレビの国内メーカーは少なく、ラインアップは据置型より少ない。なおフルセグが受信可能な機種の多くは電波状態に応じてフルセグ・ワンセグどちらを映すか自動切替する機能を有している。さらに都道府県庁所在地を中心とする主要都市圏のチャンネルが予め記憶されていて、居住地を選ぶだけでチャンネルが自動設定され手動チャンネルスキャンの手間が省ける「エリアバンク」機能を有する機種もある（ワンセグのみ視聴可能な機種が中心。登録外の地区では手動でチャンネルスキャン。設定チャンネル保存フォルダは居住地で視聴する時の「ホーム」と出張・旅行先で視聴する時の「おでかけ」の2種類搭載）。
ほとんどの機種はSDメモリーカードスロットを搭載しており、デジカメ写真&動画・BDレコーダー（内蔵テレビ）で録画した番組・SDコンポで録音した曲を再生可能。SDカードあるいは内蔵メモリーにワンセグテレビで受信した放送を録画可能な機種もある。
多くの機種は交流電源・充電式バッテリー・カーバッテリーの3電源対応だが、AC専用の機種や充電式バッテリー別売りの機種もある。なお充電式バッテリーは当該機種専用となっているモデルがほとんどで、メーカー指定品以外の汎用品使用は不可。
2009年以降のモデルはHDMI出力端子を搭載しており（ビエラリンク等の）HDMI連動操作に対応（HDMI接続した据置テレビのリモコンでBDプレーヤー付き小型テレビも操作可。小型TVはHDMI入力端子非搭載）。2010年以降のモデルは無線LANを本体に内蔵あるいは付属（または別売り）のUSB無線LANアダプタによるインターネット機能、BDレコーダーで録画した番組&受信した放送を別の部屋で視聴したりドアホン画面も視聴可能な「DLNA（お部屋ジャンプリンク）」対応、さらにテレビ電話「Skype」対応の機種が登場している。
小型ポータブル薄型テレビの主なメーカー・ブランド
- 現在生産中
  - パナソニック（「ビエラワンセグ」シリーズとアルカリ乾電池でも駆動可能なワンセグ受信機は2011年限りで生産終了。現行モデルはチューナー部とディスプレイを分離し、チューナー部で受信した映像をワイヤレスディスプレイへWi-Fi伝送する充電式「プライベートビエラ」シリーズのみ。「ディーガ」で録画した番組も「お部屋ジャンプリンク」で視聴可。上位機はBDレコーダーを併載し、WEBブラウザとネット動画視聴にも対応）
  - 山善（手回し発電と乾電池で駆動可能な小型ワンセグテレビを製造）
  - カイホウジャパン（アルカリ乾電池で駆動するワイドFM対応ラジオ付き小型ワンセグテレビを製造）
  - ヤザワコーポレーション（FM・AMラジオ付き充電式ワンセグテレビを製造）
- 生産より撤退
  - ブラビアワンセグ（ソニー、AM/FMチューナー併載機やBD/DVDプレーヤー併載機も製造）
  - ポータロウ・REGZAワンセグ（東芝、BDプレーヤー併載機も製造）
  - ZABADY（ツインバード、BDプレーヤー併載機も製造）
  - アクオスポータブル（シャープ。2021年3月限りで撤退し、現在はワンセグ受信機付きスマートフォンのみを製造）

なお、シャープ「AQUOS」・日立「Wooo」・三菱「REAL」では、ポータブルテレビを製造していない。但し、シャープはテレビチューナーを搭載した携帯電話・スマートフォンについては発売している。

## 地デジ化後の動向
かつてのお家芸であったテレビ生産だが、薄型テレビは日本国外メーカーとの競争に敗れた。1990年代後半から、日本企業は意図して韓国と台湾へ技術移転を始め、また頭脳流出も起きた。韓国と台湾の企業は後発者利益を生かし、2000年代には投資に手こずっていた日本企業を追い抜いた。
この結果、テレビ部門赤字解消のめどが立たなくなった日本メーカーがテレビ生産より撤退するケースが出始め、ビクター・パイオニア・三洋は早々と民生用テレビ生産を終了した（このうちビクターはケンウッドと経営統合し共同持株会社「JVC・ケンウッドホールディングス」を設立。三洋は2011年4月1日付でパナソニックの完全子会社となり、「三洋電機株式会社」という社名は存続されるが「SANYO」商標は2012年3月31日限りで消滅し「Panasonic」へ一本化）。また東芝は（テレビ自社生産こそ継続するものの）携帯電話の自社生産より撤退し、（携帯電話事業を）富士通に売却する旨を2011年8月2日に公式発表。同社製薄型テレビは東芝映像ソリューションへ継承されたが、のちに（「レグザ」ブランドをそのまま社名にした）「TVS REGZA」へ改称。旧来の「TOSHIBA」ブランドは2022年3月までに薄型テレビ&BDレコーダーから消滅し「REGZA」ブランドへ一本化された。日立は1956年より続けてきたテレビ自社生産を2012年9月30日限りで終了。今後の日立ブランドのテレビ製造は海外メーカーへ委託する旨が2012年1月23日に報道発表。その後、国内向けはパナソニック・ソニー・三菱電機からOEM供給を受けていたが、有機ELテレビは販売されないまま、2018年限りで薄型テレビの国内販売から完全撤退した。三菱電機は2021年9月限りで量販店へのテレビ出荷を終え、（日立がテレビ国内販売より撤退して以降）国内大手メーカーで唯一有機ELテレビを生産しないまま、2024年3月限りで民生用テレビ生産より完全撤退した。
プラズマ・液晶パネル生産も価格競争激化により（競争に敗れて）赤字解消のめどが立たなくなったメーカーがパネル自社生産を相次いで打ち切り、他社からパネル供給を受けるケースが急増。プラズマテレビ生産は2013年までに国内メーカー全社が終了し、上位機種は後継として「有機ELテレビ」が2017年より生産されている。
日本メーカー各社の2013年3月期業績見通しでは全メーカーがテレビ部門で赤字を計上した。岩手・宮城・福島3県を含めた日本全国での地デジ化が完了したことに伴う駆け込み需要の反動、東日本大震災やタイ洪水の影響、テレビ離れなどから今後のテレビ生産および販売数は各社共に大幅な落ち込みが懸念されており、日本におけるテレビ生産体制見直しが進んだ。
地デジ及びBS・110度CS用アンテナはかつて国内大手電機メーカーのほとんどが生産していたが、組織再編やリストラなどに伴い大手電機メーカーは2014年までに相次いでアンテナ生産より撤退。最後まで自社ブランドアンテナを販売していたパナソニックも、地デジアンテナとブースター・混合器・分波器などの周辺部品販売を2015年限りで終了し、衛星アンテナは2017年発売の4K/8K対応衛星アンテナ「TA/BCS45U1/UK1」を最後に2023年限りで販売終了。これを以てパナソニックは自社ブランドアンテナ販売より完全撤退した。このため現在系列電器店（パナソニックショップ・日立チェーンストール・東芝ストアー・三菱電機ストアー・シャープフレンドショップ・ソニーショップ）ではマスプロ電工・日本アンテナ・DXアンテナ・八木アンテナ・サン電子・マックステルなどの他社製品を販売している。
発売当初は全機種にSDメモリーカードスロットが搭載され、撮影したビデオ映像やデジカメ写真が視聴可能だった。しかし近年は普及モデルを中心にSDカードスロットを廃止した機種が増えており、SDカードスロット搭載テレビの現行モデルは4K対応機種を中心とした上位モデルのみとなっている。
2018年にBSデジタルで4K・8K放送が始まると、40V型以上の大型モデルは4Kチューナーを標準装備。4Kチューナー非搭載機種の大半は32V型以下のパーソナルモデルのみとなり、4Kチューナー非搭載の40V型以上モデルを生産しているメーカーはシャープとTVS REGZAのみとなった（50V型以上の機種は国内メーカー全社が4Kチューナー内蔵）。なお8Kチューナー内蔵機種は70V型以上の大型モデルのみで、国内ではシャープとソニーのみが生産している。
なお登場当初の主流だった16V型・17V型・23V型・26V型・37V型・46V型・54V型・58V型機種と・15V型以下の4:3画面モデルは、2012年までに国内メーカー全社が生産を終了した。